# Kurt Jacobsson
Kurt Jacobsson, född 11 februari 1892, död 30 januari 1969, var en svensk disponent och chef för NK:s franska damskrädderi under åren 1917–1965.

## Biografi
Kurt Jacobsson var son till sidenhandlaren Oscar Meier Jacobsson och det fjärde av tio barn. Som ung ville han bli skådespelare. Efter faderns tidiga bortgång var han dock tvungen att överge teaterdrömmarna. 
Som femtonåring fick Kurt Jacobsson 1907 en plats som volontär på Nordiska Kompaniet vid Stureplan i Stockholm. Han hamnade så småningom på Suzanne Pellins franska beställningsateljé. År 1911 fick han följa med Suzanne Pellin på en inköpsresa till Paris, där han stannade kvar i kvar i två och ett halvt år och bland annat lärde sig om mode  på sidenfirman Liberty och textilfirman Rodier. År 1917 blev han chef för Franska damskrädderiet i det nya NK-varuhuset på Hamngatan. 
Under sin långa tid på damskrädderiet medverkade Kurt Jacobsson till att ta de stora franska modehusen till Stockholm. Han avslutade sin karriär 1966, samtidigt som skrädderiet lades ned.
Åren 1922–1925 var Kurt Jacobsson gift med operettsångerskan Margit Rosengren.
Kurt Jacobsson ligger begravd på Norra begravningsplatsen i Stockholm.